# 安汶大屠杀
安汶大屠杀，是1623年发生在安汶岛上的一起大规模处决事件。处决方为荷兰东印度公司，被处决者共有二十人，其中十人是英国东印度公司的职工，九人是日本人，一人是葡萄牙人。安汶岛时为英国人的殖民地，这起事件是由于英国和荷兰在殖民地之间的冲突引发的。

## 背景
安汶島是位於摩鹿加群島南部的一個小島，以出產丁香等香料而聞名。自1512年以來，該島的香料貿易一直由葡萄牙壟斷。然而1599年荷蘭人趕走葡萄牙人，並於1605年建立堡壘以鞏固控制權。英國於1615年開始參與該島香料貿易，與荷蘭展開激烈競爭。
為了解決貿易爭端，英國和荷蘭於1619年簽署協議：
- 香料貿易的利潤，以荷蘭2：英國1的比例分配。

- 兩國相互承認先前在島上所佔的領土所有權，但將來新取得的領土將以荷蘭1：英國1的比例分配。

不過荷蘭並未嚴格遵守此協議，英國甚至計畫出兵驅逐在巴達維亞的荷蘭人，雙方的衝突仍未減少。
此時日本進入和平的江戶時代，不少在關原之戰與德川家為敵的大名被改易，因而出現大量浪人。許多浪人來到東南亞，作為當地政府或歐洲人的傭兵，當時在安汶島上也有一些被英國人雇用的日本傭兵。 

## 事件經過
1623年2月10日晚上，一名來自日本平戶，由英國東印度公司僱用的傭兵七藏，向荷蘭守衛詢問堡壘的城牆結構和駐紮士兵人數。荷蘭方因此拘捕並拷問七藏，七藏坦承英國計劃佔領荷蘭堡壘。
荷蘭方決定先下手為強，立即出兵逮捕了30多名英國東印度公司人員。3月9日，荷蘭方將10名英國人、9名日本人和1名葡萄牙人處死，藉此驅逐了島上的英國勢力。
由於英國計劃佔領荷蘭堡壘的證據僅來自拷問七藏的口供，也有說法認為這起事件是由荷蘭東印度公司主導的陰謀。

## 後續
這起事件使英國在東南亞的影響力下降，荷蘭對摩鹿加群島的控制更加穩固。然而，英國將香料種子帶到印度洋、加勒比海的殖民地並栽種成功，香料的市場價格逐漸下降。荷蘭基於香料的貿易主導地位因此下降，英國則改在印度和伊朗進行棉花貿易來增加收入。
第一次英荷戰爭兩年後，英國與荷蘭於1654年締結《西敏寺條約》，荷蘭被要求對此事件懲處兇手，並賠償英方受害者家屬損失。此時距離事發已經過31年，涉案當事人都已去世，因此並沒有實際的懲處行為，英方受害者家屬總共獲得了約3,615英鎊的賠償金。